# واشنطن كورت هاوس (أوهايو)
واشنطن كورت هاوس (بالإنجليزية: Washington Court House)‏ هي مدينة أمريكية تقع في ولاية أوهايو. تبلغ مساحة هذه المدينة 16.8 (كم²)،ويبلغ عدد سكانها 14192 نسمة حسب إحصاء سنة 2010 م 14192.تشير إحصاءات سنة 2000م بأن الكثافة السكانية في هذه المدينة تقدر بـ(842.9) نسمة/كم2 

## التركيبة السكانية
قام مكتب تعداد الولايات المتحدة بتحديد بيانات التركيبة السكانية لواشنطن كورت هاوس في تعداد الولايات المتحدة. في ما يلي، التركيبة السكانية حسب تعدادي 2000 و2010.

### تعداد عام 2000
بلغ عدد سكان واشنطن كورت هاوس 13,524 نسمة بحسب تعداد عام 2000، وبلغ عدد الأسر 5,483 أسرة وعدد العائلات 3,536 عائلة مقيمة في المدينة.
وتوزع التركيب العرقي للمدينة بنسبة 94.52% من البيض و 0.16% من الأمريكيين الأصليين و 0.82% من الأمريكيين ذوي الأصول الآسيوية و 0.01% من سكان جزر المحيط الهادئ و 2.71% من الأمريكيين الأفارقة و 0.66% من الأعراق الأخرى و 1.12% من عرقين مختلطين أو أكثر.
بلغ عدد الأسر 5,483 أسرة كانت نسبة 31.1% منها لديها أطفال تحت سن الثامنة عشر تعيش معهم، وبلغت نسبة الأزواج القاطنين مع بعضهم البعض 46.5% من أصل المجموع الكلي للأسر، ونسبة 13.7% من الأسر كان لديها معيلات من الإناث دون وجود شريك، وكانت نسبة 35.5% من غير العائلات. تألفت نسبة 30.7% من أصل جميع الأسر من أفراد ونسبة 14.2% كانوا يعيش معهم شخص وحيد يبلغ من العمر 65 عاماً فما فوق. وبلغ متوسط حجم الأسرة المعيشية 2.93، أما متوسط حجم العائلات فبلغ 2.37.
وكانت نسبة 8.1% بين الثامنة عشر والأربعة وعشرون عاماً، ونسبة 28.2% كانت واقعةً في الفئة العمرية ما بين الخامسة والعشرون حتى والأربعة وأربعون عاماً، ونسبة 22.0% كانت ما بين الخامسة والأربعون حتى الرابعة والستون، ونسبة 16.7% كانت ضمن فئة الخامسة والستون عاماً فما فوق. يوجد لكل 100 أنثى 92.7 ذكر، ويوجد لكل 100 أنثى في الثامنة عشر من عمرها فما فوق 87.0 ذكر.
بلغ متوسط دخل الأسرة في المدينة 33,003 دولار، أما متوسط دخل العائلة فبلغ 40,721 دولار. وكان متوسط دخل الذكور 31,708 دولار مقابل 22,382 دولار للإناث. وسجل دخل الفرد الخاص بالمدينة 18,618 دولار. وكانت نسبة 9.0% من العائلات ونسبة 12.5% من السكان تحت خط الفقر،

### تعداد عام 2010
بلغ عدد سكان واشنطن كورت هاوس 14,192 نسمة بحسب تعداد عام 2010، وبلغ عدد الأسر 5,762 أسرة وعدد العائلات 3,628 عائلة مقيمة في المدينة. في حين سجلت الكثافة السكانية 1,623.8 نسمة لكل ميل مربع (627.0/كم2). وبلغ عدد الوحدات السكنية 6,433 وحدة بمتوسط كثافة قدره 736.0 لكل ميل مربع (284.2/كم2).
وتوزع التركيب العرقي للمدينة بنسبة 93.5% من البيض و 0.3% من الأمريكيين الأصليين و 0.8% من الأمريكيين ذوي الأصول الآسيوية و 2.7% من الأمريكيين الأفارقة و 2.1% من عرقين مختلطين أو أكثر.
بلغ عدد الأسر 5,762 أسرة كانت نسبة 32.8% منها لديها أطفال تحت سن الثامنة عشر تعيش معهم، وبلغت نسبة الأزواج القاطنين مع بعضهم البعض 40.7% من أصل المجموع الكلي للأسر، ونسبة 16.6% من الأسر كان لديها معيلات من الإناث دون وجود شريك، بينما كانت نسبة 5.7% من الأسر لديها معيلون من الذكور دون وجود شريكة وكانت نسبة 37.0% من غير العائلات. تألفت نسبة 31.1% من أصل جميع الأسر من أفراد ونسبة 12.7% كانوا يعيش معهم شخص وحيد يبلغ من العمر 65 عاماً فما فوق. وبلغ متوسط حجم الأسرة المعيشية 2.92، أما متوسط حجم العائلات فبلغ 2.37.
بلغ العمر الوسطي للسكان 38.4 عاماً. وكانت نسبة 25% من القاطنين تحت سن الثامنة عشر، وكانت نسبة 8.1% بين الثامنة عشر والأربعة وعشرون عاماً، ونسبة 25.7% كانت واقعةً في الفئة العمرية ما بين الخامسة والعشرون حتى والأربعة وأربعون عاماً، ونسبة 25.2% كانت ما بين الخامسة والأربعون حتى الرابعة والستون، ونسبة 15.9% كانت ضمن فئة الخامسة والستون عاماً فما فوق. وتوزع التركيب الجنسي للسكان بنسبة 47.7% ذكور و52.3% إناث.